# Škoda Fabia WRC
La Škoda Fabia WRC è una versione sportiva della Škoda Fabia, specificatamente progettata per partecipare al Campionato del mondo rally, campionato in cui ha gareggiato dal 2003 al 2006.

## Tecnica

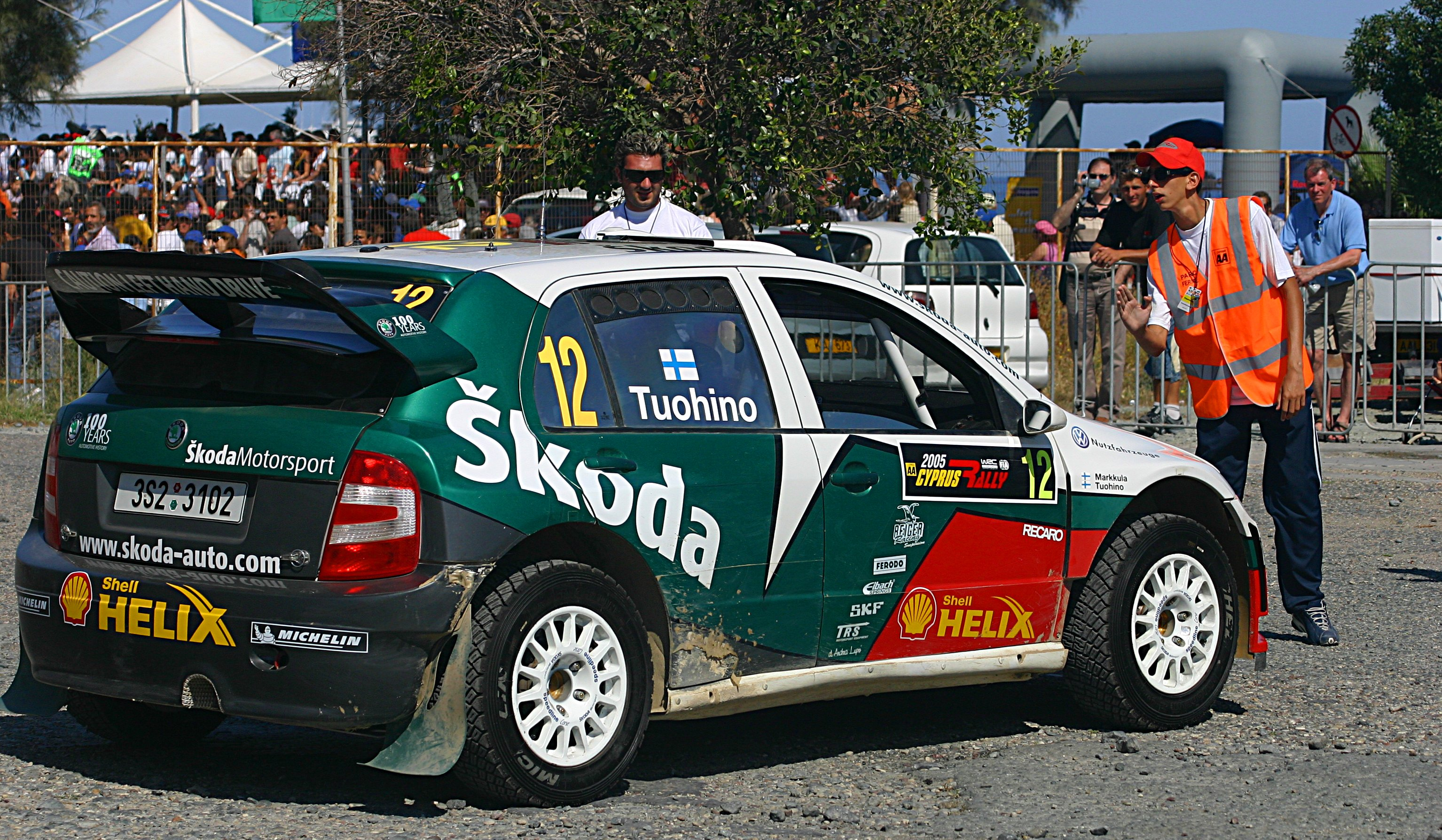
Posteriore di una Fabia WRC dell'equipaggio Janne Tuohino/Mikko Markkula al Rally di Cipro 2005

Dalla Fabia RS, la WRC riprende la struttura del telaio autoportante e i componenti esterni della carrozzeria. Per ospitare i nuovi pneumatici e gli assi maggiorati sono state apportate modifiche ai paraurti e ai passaruota, facendo raggiungere alla vettura la larghezza complessiva di 1770 mm. Il sottoscocca è stato modificato per permettere l'installazione della trazione a quattro ruote motrici. Il serbatoio è stato ingrandito per poter incamerare 90 litri di carburante. Per migliorare la visibilità in ogni condizione climatica, i vetri laterali e del parabrezza sono riscaldati elettronicamente. Sono stati aggiunti numerose appendici aerodinamiche per incrementare l'aerodinamicità complessiva del mezzo. Il propulsore, derivato dalla precedente Octavia WRC, è un turbo a quattro cilindri 1,8 litri a cinque valvole con cilindrata massima 2000 cm cubici. Gli interni sono strettamente funzionali, mentre il cruscotto riprende il design della Fabia RS, solo ricostruito in materiali leggeri e dotato di indicatori che sfruttano la tecnologia LED.

## Attività sportiva
Ha partecipato a quattro edizioni del mondiale WRC, senza però ottenere alcun successo iridato. Il miglior piazzamento nel mondiale marche è stato il 5º posto nel 2003, ottenuto anche grazie ai punti conseguiti dalla Škoda Octavia WRC che corse per l'ultima volta in quel campionato.